# منطقه پلاتو
منطقه پلاتو (به لاتین: Plateaux Region) یکی از استان‌های کشور آفریقایی توگو است. ناحیه پلاتیوکس ۱۶٬۹۷۵ کیلومتر مربع مساحت و ۱٬۳۷۵٬۱۶۵ نفر جمعیت دارد.